# Amarillo 2G
El Amarillo 2G es un colorante sintético azoderivado de color amarillo. Se suele emplear en la industria alimentaria y se identifica: número E: E107. Al igual que otros colorantes azoicos, su ingesta ha sido revisada por detectarse casos en los que potencialmente podría ser causante de alergias, hiperactividad y asma.